# Telegramgate

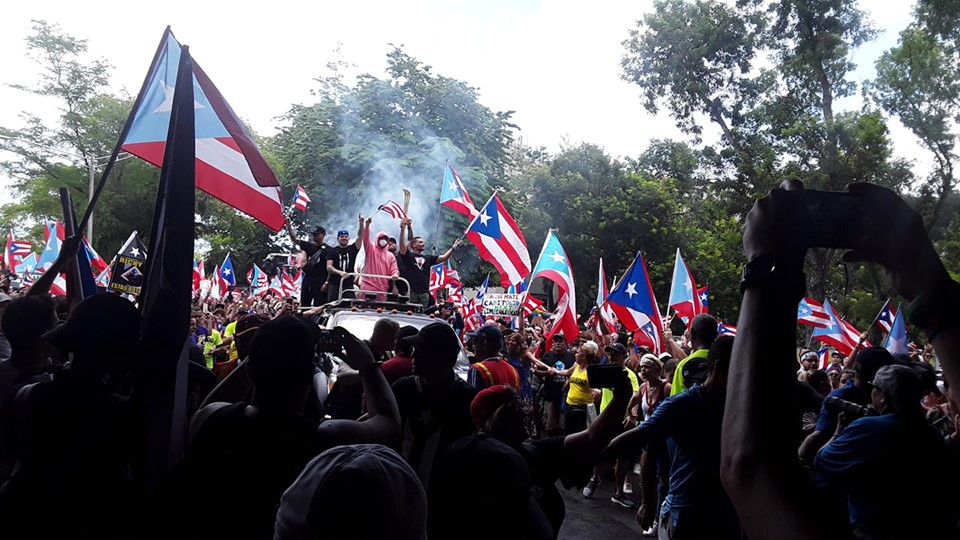
Manifestanti festeggiano l'annuncio delle dimissioni del Governatore Ricardo Rosselló, 25 luglio 2019

Telegramgate, noto anche come Chatgate o RickyLeaks è uno scandalo politico che ha coinvolto Ricardo Rosselló, il governatore di Porto Rico, iniziato l'8 luglio 2019, con la diffusione di centinaia di pagine di una chat di gruppo sull'applicazione di messaggistica Telegram tra Rosselló e membri passati e attuali del suo staff. I messaggi sono stati considerati volgari, razzisti e omofobi. Nelle chat, inoltre, Rossellò ed il suo staff hanno discusso di come avrebbero usato i media per colpire potenziali oppositori politici. La fuga è arrivata nel mezzo delle accuse dell'ex segretario del Tesoro di Puerto Rico, Raúl Maldonado Gautier, secondo cui il suo dipartimento vantava una "mafia istituzionale" in cui Rosselló era coinvolto. La pubblicazione di questi contenuti è arrivata un anno dopo un precedente scandalo, soprannominato WhatsApp Gate, coinvolgente altri membri del gabinetto di Rosselló.
Il 17 luglio 2019 500.000 persone scesero in piazza a protestare, mentre il 22 luglio i manifestanti bloccarono un'autostrada a 11 corsie. Mentre diversi membri del suo staff hanno rassegnato le dimissioni, Rosselló inizialmente si è rifiutato di dimettersi da governatore e si è semplicemente dimesso da presidente del Nuovo Partito Progressista al governo il 21 luglio e ha affermato che non si sarebbe ricandidato alle elezioni del 2020. Proteste si sono svolte per undici giorni consecutivi vicino a La Fortaleza, la residenza del governatore a San Juan. Il 24 luglio 2019, Rosselló ha annunciato che si sarebbe dimesso da governatore il 2 agosto 2019. Poiché così è stato, gli è succeduto nella carica Pedro Pierluisi.

## Dialogo della chat di Telegram

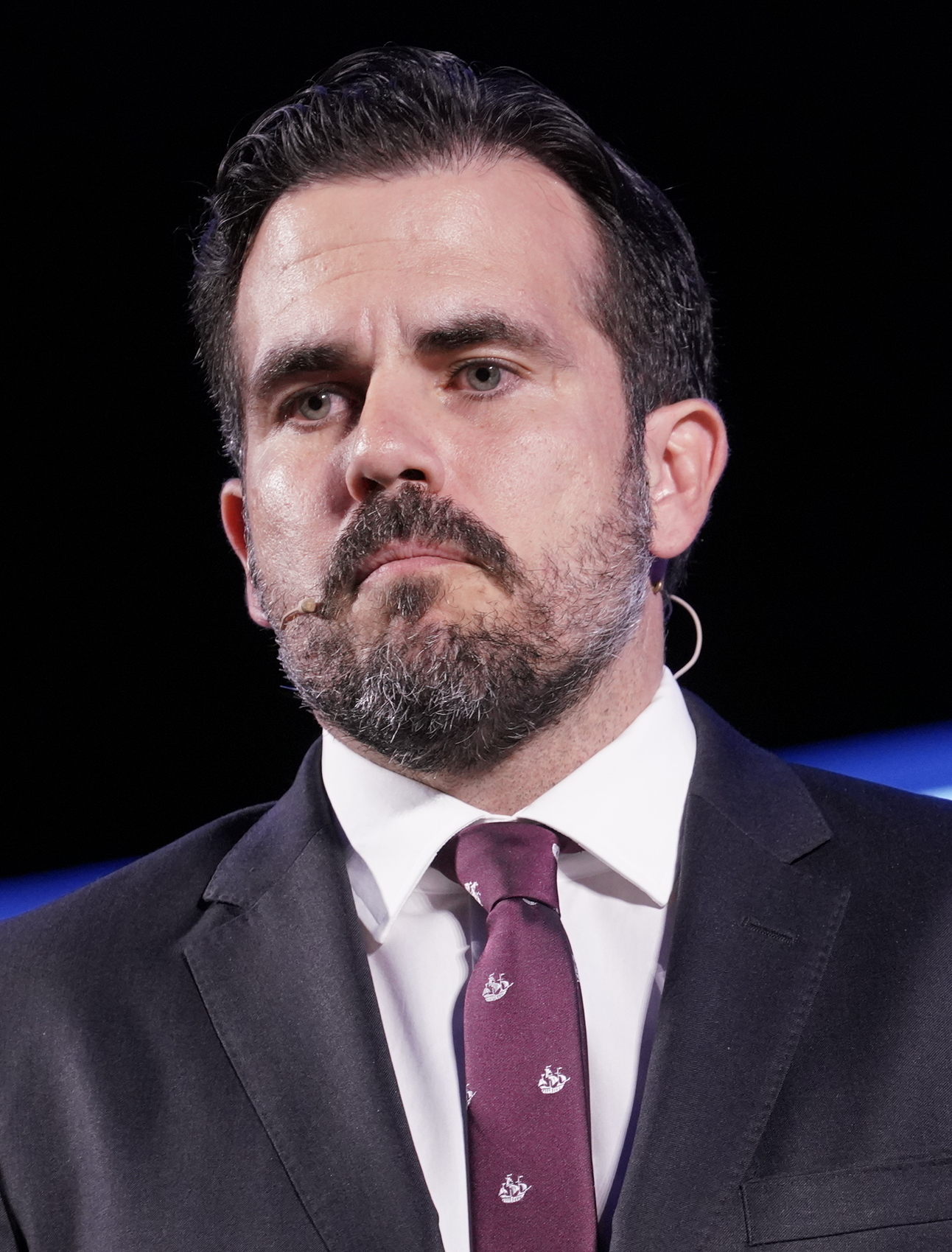
Ricardo Rosselló nel 2019

L'8 luglio 2019, un piccolo segmento di messaggi di chat di Telegram tra Ricardo Rosselló e vari membri del suo gabinetto, ex consiglieri e gestori di campagne sono stati divulgati e diffusi dalla stampa locale. La copia completa di 889 pagine delle conversazioni è stata pubblicata il 13 luglio dall'agenzia di stampa investigativa locale Puerto Rico Center for Investigative Journalism.
Tra quelli identificati nei log delle chat ci sono:
- Ricardo Rosselló, governatore
- Christian Sobrino, rappresentante del governatore nel consiglio di amministrazione di PROMESA
- Ramón Rosario, segretario alle pubbliche relazioni di La Fortaleza (residenza del governatore)
- Elías Sánchez, direttore della campagna politica, lobbista
- Rafael Cerame, consulente di comunicazione
- Carlos Bermúdez, consulente di comunicazione
- Ricardo Llerandi, segretario del governatore
- Alfonso Orona, consulente legale del governatore
- Anthony Maceira, segretario alle pubbliche relazioni
- Edwin Miranda, pubblicista, fondatore dell'agenzia pubblicitaria KOI
- Raúl Maldonado, segretario del tesoro
- Luis G. Rivera Marín, segretario di stato

I messaggi di chat sono stati trovati dal pubblico come volgari e razzisti e descritti come una cultura "fraterna" all'interno del gruppo. Alcuni esempi del contenuto dei messaggi di chat includono: chiamare Melissa Mark-Viverito, membro del Consiglio di New York City, una "puttana", osservazioni omofobe su Ricky Martin e chiamare il sindaco di San Juan Carmen Yulín Cruz "un tremendo HP" (hija de puta, "figlio di puttana"). Le chat mostrano che hanno pianificato di controllare i media e di diffamare gli avversari politici. Rosselló ha condiviso informazioni confidenziali sullo stato con i funzionari non governativi nella chat.
Altre parti delle conversazioni hanno scherzato sui morti dell'uragano Maria. Intervistato da Democracy Now il 23 luglio 2019, Carla Minet del Puerto Center for Investigative Journalism ha dichiarato che quelle sono state battute particolarmente dolorose in quanto molti portoricani non sono stati in grado di seppellire adeguatamente i loro morti nei giorni caotici seguiti all'uragano Maria e leggere le chat in cui il governatore menzionava "cadaveri" e non impediva ad altri di scherzare sui morti, era un tradimento imperdonabile.

## Impatto
Prima della pubblicazione del diario di bordo completo, il 10 luglio 2019, un'accusa federale di 32 reati ha comportato l'arresto dell'FBI di sei persone, tra cui due ex alti funzionari del governo di Porto Rico che hanno prestato servizio nel governo di Rosselló, con l'accusa di cospirazione e altri crimini in relazione a milioni di dollari in fondi federali Medicaid e istruzione.
Rosselló era in vacanza in Francia al momento delle perdite dell'11 luglio, che lo costrinse a tornare sull'isola.
Diversi membri dello staff di Rosselló nelle conversazioni del registro chat si sono dimessi dopo la sua pubblicazione. Marin e Sobrino si sono dimessi dalle loro posizioni al governo il 13 luglio; inoltre, il segretario stampa Dennise Peréz si è dimesso il 19 luglio e il capo dello staff Ricardo Llerandi ha seguito l'esempio il 23 luglio.
Il 17 luglio, il dipartimento di giustizia portoricano ha ordinato che tutti i partecipanti fossero intervistati e che i loro telefoni fossero controllati. L'FBI non confermerebbe né negherebbe di indagare sulle persone coinvolte.
Il 19 luglio, la Camera dei rappresentanti portoricana formò un comitato per l'impeachment, i cui membri erano tre avvocati nominati dal leader della Camera Carlos Johnny Méndez, per valutare se Rosselló avesse commesso reati invalicabili sulla base del diario della chat.Il 23 luglio, un giudice ha emesso un ordine che impone a tutti i partecipanti alla conversazione di consegnare i loro telefoni, che sono stati poi sequestrati. Il 24 luglio, il comitato ha raccomandato cinque articoli di impeachment contro il governatore Rosselló. Più tardi quel giorno, Rosselló annunciò pubblicamente che si sarebbe dimesso da governatore il 2 agosto 2019.

## Reazioni
Le proteste che chiedevano le dimissioni del governatore iniziarono al suo ritorno a Porto Rico dalla Francia l'11 luglio 2019, e continuarono il 22 luglio. Una protesta del 17 luglio nella Vecchia San Juan aveva un picco di partecipazione di 500.000 persone. Le proteste sono state organizzate anche in altri comuni, città e paesi.
Un'altra protesta che si è tenuta a Old San Juan il 22 luglio ha attirato anche centinaia di migliaia di persone e si dice che abbia stabilito un record di protesta, con NBC News che stima che la dimensione della folla sia potenzialmente superiore a 1 milione entro l'1: 00 ora locale.Si dice che le dimensioni della folla abbiano eclissato il record precedente stabilito quando i manifestanti portoricani si sono riuniti nel 2004 per denunciare le missioni di addestramento militare degli Stati Uniti sull'isola locale di Vieques.